# Završje Začretsko
Završje Začretsko je naselje u Republici Hrvatskoj, u sastavu Općine Sveti Križ Začretje, Krapinsko-zagorska županija. 

## Stanovništvo
Prema popisu stanovništva iz 2001. godine, naselje je imalo 39 stanovnika te 13 obiteljskih kućanstava.
| broj stanovnika | 118   | 117   | 137   | 142   | 132   | 150   | 156   | 137   | 138   | 136   | 125   | 83    | 79    | 67    | 39    | 40    | 33    |
|                 | 1857. | 1869. | 1880. | 1890. | 1900. | 1910. | 1921. | 1931. | 1948. | 1953. | 1961. | 1971. | 1981. | 1991. | 2001. | 2011. | 2021. |

## Znamenitosti
U naselju se nalazi crkva sv. Ane. U Registru kulturnih dobara Republike Hrvatske ova je crkva pod oznakom Z-2219 zavedena kao nepokretno kulturno dobro - pojedinačno, a klasificirana je kao "sakralna graditeljska baština".